# Jan Poortvliet
Jan Poortvliet (Arnemuiden, 21 de setembro de 1955) é um ex-futebolista neerlandês, que atuava como defensor.

## Carreira
Jan Poortvliet fez parte do elenco da Seleção Neerlandesa de Futebol que disputou a Copa do Mundo de 1978.

## Títulos
PSV
- Eredivisie:1974-75, 1975-76 ,1977-78
- KNVB Cup: 1975-76
- Copa da Uefa: 1977-78

Seleção Holandesa
- Vice-Copa do Mundo de 1978
- Torneio de Paris de Futebol: 1978

## Ligações Externas
- Perfil em FIFA.com (em inglês)